# San Martino Canavese
San Martino Canavese (San Martin Canavèis o semplicemente San Martin in piemontese) è un comune italiano di 808 abitanti della città metropolitana di Torino in Piemonte.

## Storia
Sulla collina ove si trovano i resti del cosiddetto castello di Re Arduino, dopo una piccola frana, venne alla luce una "lente" di suolo antico, molto visibile nella sezione dello smottamento per la colorazione scura in contrasto con il tessuto chiaro del terreno. La lente conteneva frammenti ceramici con incisioni "a filo spinato", a stecca, a striature verticali, ad impressioni trascinate (stab and drag), parti taglienti e talloni di asce in pietra verde, una punta in selce rossa. Il ritrovamento più interessante fu una statuetta in argilla raffigurante una figura femminile, ricollegabile al culto delle dee madri, Cibele, Candia o Chêndia in dialetto lomellino, Magna Mater per i romani, diffuso in tutta Europa (ad esempio alle Arene Candide ed a Rivoli Veronese), di probabile ascendenza danubiana e quindi di origine "orientale".
 La costruzione del castello medioevale ha ridotto l'ampiezza del paleosuolo neolitico, sia con i muri perimetrali che con lo sconvolgimento apportato all'interno da successivi abbassamenti del suolo.
Durante la seconda guerra mondiale, nel periodo dell'occupazione tedesca e della Repubblica Sociale Italiana, nella frazione di Pranzalito la famiglia contadina dei Sapino nascose nella propria casa e protesse dalla deportazione due coppie di ebrei torinesi, i Foa e i Montel, fino alla Liberazione.
 Per questo impegno di solidarietà, il 22 febbraio 1989, l'Istituto Yad Vashem di Gerusalemme ha conferito a Giuseppe Sapino l'alta onorificenza dei giusti tra le nazioni.

## Monumenti e luoghi di interesse
- Chiesa parrocchiale di S.Martino e S.Costanza
- Torre-campanile che immetteva nell'antico ricetto
- Chiesa di S.Grato nella frazione Silva

## Società

### Evoluzione demografica
Abitanti censiti

## Amministrazione
Di seguito è presentata una tabella relativa alle amministrazioni che si sono succedute in questo comune.
| Periodo        | Periodo        | Primo cittadino            | Partito                            | Carica  | Note  |
| -------------- | -------------- | -------------------------- | ---------------------------------- | ------- | ----- |
| 15 luglio 1985 | 6 giugno 1990  | Vittorio Ferrarese         | lista civica                       | Sindaco | [ 6 ] |
| 6 giugno 1990  | 24 aprile 1995 | Vittorio Ferrarese         | Democrazia Cristiana               | Sindaco | [ 6 ] |
| 24 aprile 1995 | 14 giugno 1999 | Piero Giuseppe Massoglia   | -                                  | Sindaco | [ 6 ] |
| 14 giugno 1999 | 14 giugno 2004 | Piero Giuseppe Massoglia   | lista civica                       | Sindaco | [ 6 ] |
| 14 giugno 2004 | 8 giugno 2009  | Domenico Guglielmo Foghino | lista civica                       | Sindaco | [ 6 ] |
| 8 giugno 2009  | 26 maggio 2014 | Domenico Foghino           | lista civica                       | Sindaco | [ 6 ] |
| 26 maggio 2014 | 27 maggio 2019 | Silvana Rizzato            | lista civica Amministrare insieme  | Sindaco | [ 6 ] |
| 27 maggio 2019 | in carica      | Silvana Rizzato            | lista civica Uniti per San Martino | Sindaco | [ 6 ] |